# Лалохуму
Лалохуму је ненасељено острвце у саставу атола Нукунону у оквиру острвске територије Токелау у јужном делу Тихог океана. Налази се у североисточном делу атола, између острваца Нијутутахи и Оломоана. Прекривено је тропским растињем.